# Phasia munda
Phasia munda là một loài ruồi trong họ Tachinidae.